# Qızıl Qışlaq
Qızıl Qışlaq è un comune dell'Azerbaigian situato nel distretto di Şahbuz.